# Березівка (Охтирський район)
Березі́вка — село в Україні, у Кириківській селищній громаді Охтирського району Сумської області. Населення становить 132 осіб. Колишній орган місцевого самоврядування — Катанська сільська рада.

## Географія
Село Березівка розташоване на правому березі річки Ворсклиця, вище за течією на відстані 2.5 км розташоване село Ницаха, нижче за течією на відстані 1.5 км розташоване село Кам'янецьке.

## Історія
Село засноване у 1710 році
Березівка постраждала внаслідок геноциду українського народу, проведеного урядом СССР 1932–1933 та 1946–1947 роках.
Після ліквідації Великописарівського району 19 липня 2020 року село увійшло до Охтирського району.